# Mamá (telenovela)
Mamá es una telenovela venezolana realizada en 1974 por la cadena Venevisión. Original de Caridad Bravo Adams, producida por José Enrique Crousillat y dirigida por Grazio D'Angelo. Fue protagonizada por los primeros actores Libertad Lamarque y Martín Lantigua. Esta fue la segunda telenovela venezolana en la que participó Libertad Lamarque (Esmeralda, como estrella invitada), y la primera en el país sudamericano en que participó (durante toda su realización) esta actriz y cantante argentina.

## Trama
Soledad es una famosa actriz retirada de la escena a muy temprana edad, por razones personales y para dedicarse al cuidado de sus hijos: Enrique, Mario, Sandra y Laurita. Se encuentra reunida con todos los muchachos, ya crecidos, disfrutando de una de sus viejas películas. De pronto llega María Coromoto, fiel sirvienta quien llama a todos a comer. María Coromoto que conoce bien a Soledad, se da cuenta de que ésta se encuentra muy preocupada... Trata de indagar por qué y Soledad le informa que el dinero se le está agotando por culpa de su exesposo. Resulta ser que sus hijos no saben de la existencia de su padre, creen que él ha muerto, pero en realidad, Soledad los ha engañado para que no se enteren de que su padre es un tránsfuga y un bandido. Álvaro como se llama el esposo de Soledad, la presiona y le quita dinero. Mario, uno de los hijos de Soledad, entra a trabajar, sin saberlo, en una empresa fantasma propiedad de Álvaro. Este en una discusión con su socio, lo mata y no se le ocurre otra cosa que culpar al más tonto de esta muerte, a Mario. Soledad se siente indignada, cuando su hijo en la cárcel le habla sobre ese empresario bandido que lo ha hecho implicar en ese asesinato. Soledad decide ir a hablar con ese bandido y se da cuenta de que es Álvaro. El padre de Mario ha puesto, a su propio hijo en la cárcel.

## Elenco
- Libertad Lamarque ... Soledad
- Martín Lantigua ... Álvaro
- Rolando Barral ... Mario
- Rebeca González ... Laura
- Nury Flores ... Sandra
- Eduardo Serrano ... Enrique
- José Oliva
- Betty Ruth
- José Luis Silva
- Reneé de Pallás ... María Coromoto
- Ana Castell
- Francia Ortiz
- Caridad Canelón
- Fernando Flores
- Aura Sulbaran
- Henry Álvarez